# Schanzer Journal
Das Schanzer Journal war eine Ingolstädter Lokalzeitung, die von 1978 bis 1988 monatlich bis zweimonatlich erschien.
Das Schanzer Journal, auch kurz „SJ“ oder das „Schanzer“ genannt, verstand sich als „alternative“ Lokalzeitung „für und von Ingolstadt“. Das zentrale Anliegen der Zeitungsmacher war die Schaffung einer Gegenöffentlichkeit, die in Ingolstadts einziger Tagespresse, dem „Donau Kurier“, kein oder kein ausreichendes Sprachrohr fand. 

## Journalismus, der sich über die herrschende Meinung hinauswagt
Gegenöffentlichkeit wurde dabei als umfassendes Konzept verstanden für Themen, Meinungen, Ansichten und Interessen, die in der herrschenden Öffentlichkeit Ingolstadts, das heißt, in der politischen Meinungsführerschaft der Stadt kein Gehör fanden. Diese war vor allem geprägt durch die jahrzehntelange CSU-Vorherrschaft im Stadtparlament und das immer weiter um sich greifende kulturelle Selbstverständnis als Autostadt. Ingolstadt ist einerseits abhängig von Audi, ihrem größten Arbeitgeber, es ist andererseits auch froh darüber, diesen Arbeitgeber zu haben, der der Stadt zu ihrer deutlich wahrnehmbaren Prosperität verhalf. Zahlreiche Audi-Beschäftigte sind stolz darauf, „Audianer“ zu sein. In dieser Meinungsführerschaft waren in jener Zeit zum Beispiel die Nutzung der Kernenergie, die Aufrüstung gegen die Bedrohung aus dem Osten oder aber eine autogerechte Stadtplanung „alternativlos“. 
Die Schaffung einer Gegenöffentlichkeit war auch in anderen Städten in jener Zeit das Ziel zahlreicher Zeitungsinitiativen, die sich deshalb auch oftmals Stattzeitungen nannten. Die Protagonisten des „alternativen“ Journalismus schufen Zeitschriften wie das Münchner Blatt, die zitty in Berlin, den Plärrer in Nürnberg oder den Falter in Wien. Die Blätter wurden zwischenzeitlich eingestellt oder pflegen längst nicht mehr den Journalismus der damaligen Zeit. Die erfolgreichste Umsetzung dieses Zeitungskonzepts aber fand auf Bundesebene mit der Gründung der taz statt. 
Die Zeitungsmacher des SJ waren in der Regel keine ausgebildeten Journalisten. In der Lust am Schreiben und der Vision, dass die Schaffung einer Gegenöffentlichkeit erreichbar ist, entwickelten sie ihre journalistischen, politischen, aber auch betriebswirtschaftlichen Talente. Die Artikel waren oftmals das Ergebnis langer und hitziger Diskussion. Selbst die Setzerin funkte noch während der Produktion der Zeitung dazwischen und schrieb ihre Kommentare einfach zwischen die Sätze.

## Die Themen
Den überregionalen Themen wie der Einführung der 35-Stunden-Woche, der Wiederaufbereitungsanlage für radioaktiven Abfall (WAA) in Wackersdorf („Vom WAAsinn gezeichnet“), die Rüstungspolitik, die Volkszählung 1983 und 1987, Arbeitslosigkeit oder Immigrations- und Asylpolitik fehlte nie der Fokus auf das Lokale. Dauerthemen waren der geplante Bau von Ingolstadts „Dritter Donaubrücke“ und die Diskussion der Ingolstädter Verkehrspolitik und Stadtplanung („Autowahn“ oder „Alptraum Auto“). Sie scheuten sich nicht davor, mutige oder auch skurrile Themen aufzugreifen: „Nulltarif im öffentlichen Nahverkehr“, „Fremde Biersitten: Bayern und Indianer im Vergleich“ oder „Männer – enthüllt von einer Frau“, eine Reportage über die gleichnamige Ausstellung, die dem Titelblatt der Januar-Ausgabe des Jahres 1985 zu einem für die damalige Zeit beinahe skandalträchtigen Aktfoto (männlicher Natur) verhalf. Dem Schanzer Journal mangelte es auch nicht an bekannten Interviewpartnern wie zum Beispiel dem Schriftsteller und Reporter Günter Wallraff. In der Ausgabe 4/1980 findet sich ein Interview mit dem damals 31-jährigen CSU-Abgeordneten Horst Seehofer.

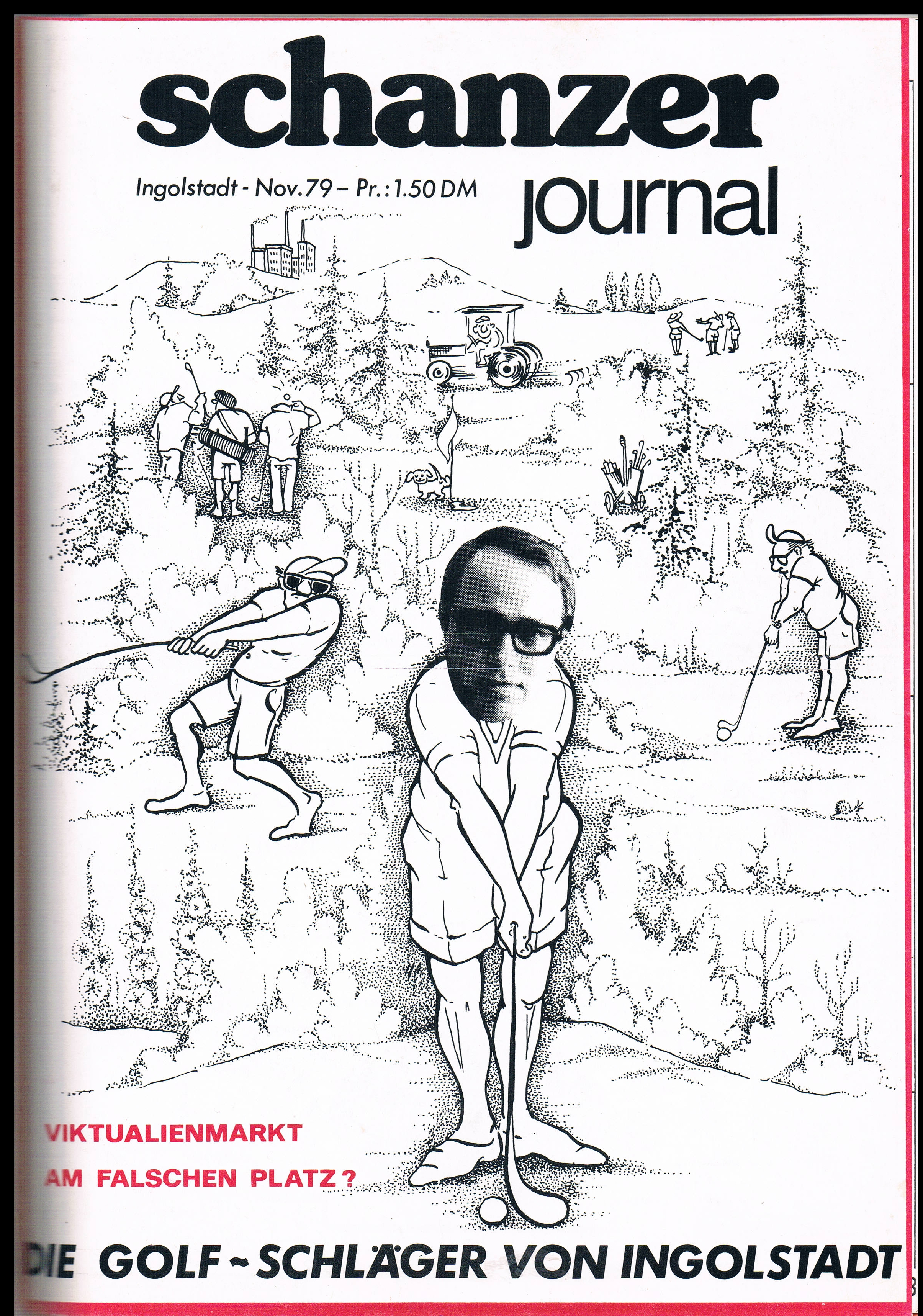
Titelblatt aus der Anfangszeit der Zeitung (Schanzer Journal, Ausgabe 11/1979)
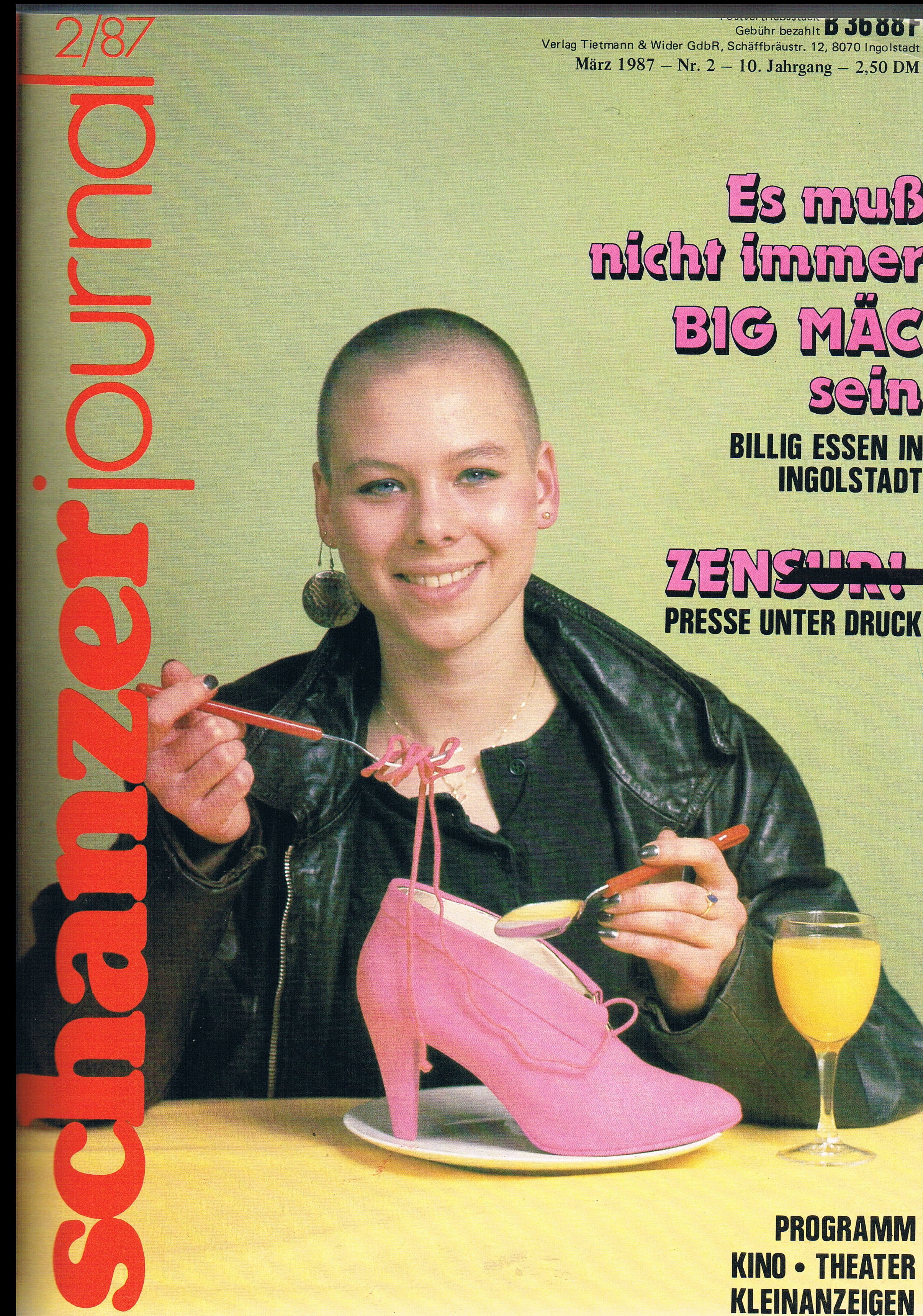
Später erreichte das Schanzer Journal durchaus auch ein profihafteres Outfit (Schanzer Journal, Ausgabe 2/1987)
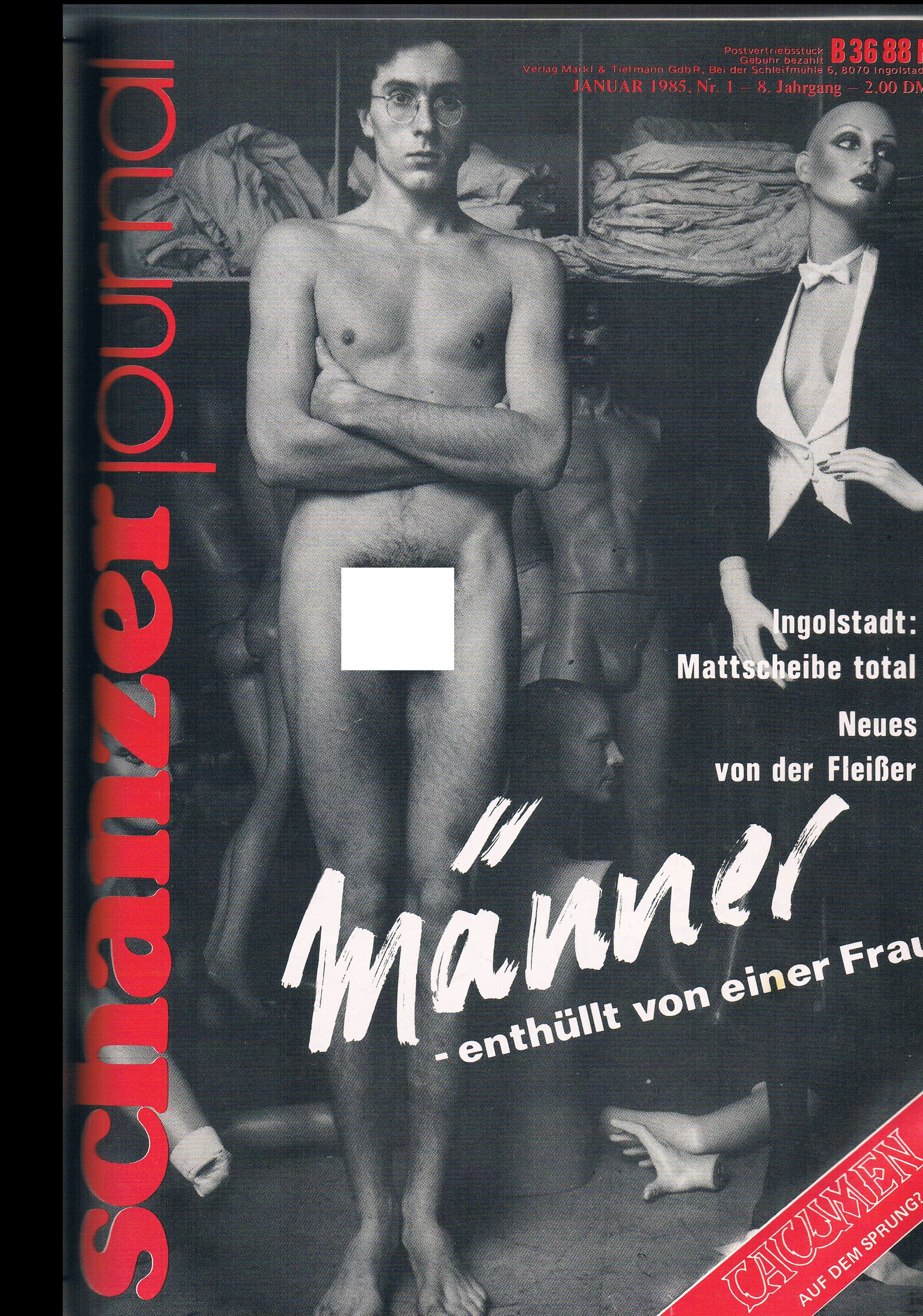
Schanzer Journal, Ausgabe 1/1985 (Originaltitelblatt vom Autor retuschiert)
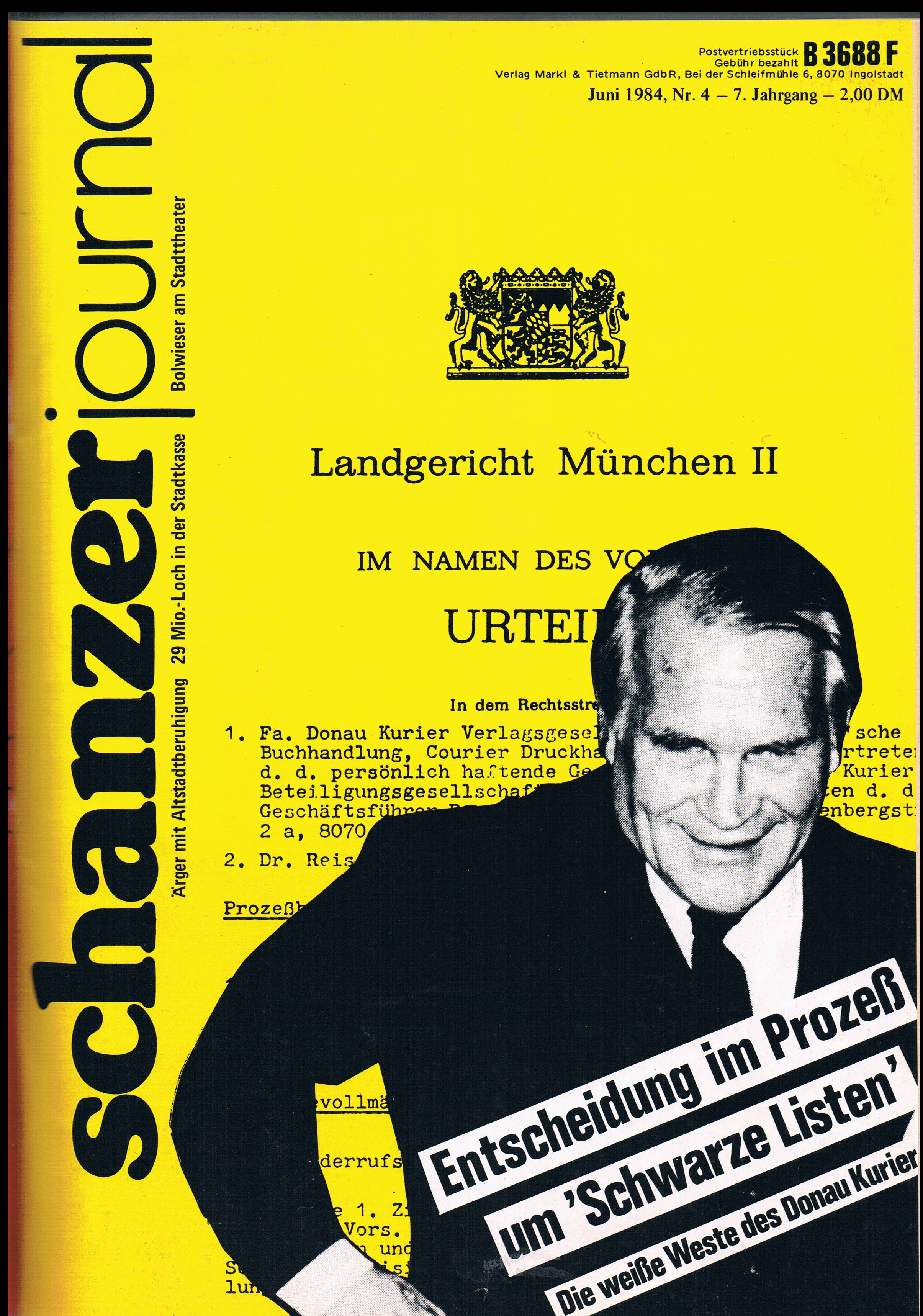
Ausgabe des Schanzer Journals (4/1984)

Wenn es um die nationalsozialistische Vergangenheit oder die publizistischen „Machenschaften“ des damaligen Herausgebers des Donau Kurier, Wilhelm Reissmüller, ging, liefen die SJ-Zeitungsmacher zur Hochform auf. Der Attackierte zog gegen entsprechende Berichte über seine „angebliche NSDAP-Mitgliedschaft“ oder „Schwarze Listen“, gerichtlich zu Felde. Letztendlich konnte keine Seite die juristischen Schlachten wirklich für sich entscheiden. Der finanzielle Flurschaden hielt sich für die Redakteure des SJ in Grenzen. Die Herzen so manches Ingolstädters aber hatten sie mit ihrem Feldzug gegen Reismüller ganz sicher erobert, während andere wiederum darin nur Respektlosigkeit gegen einen renommierten Ingolstädter sahen. Das Schanzer Journal brauchte Reissmüller und er brauchte das Schanzer Journal.

## Journalismus und das Engagement in Kunst, Kultur und Politik
Kunst und Kultur lagen den Schanzer Journalisten ebenfalls am Herzen. Die Sagenforscherin Emmi Böck, die nach Meinung der Blattmacher in der lokalen Tagespresse nicht richtig gewürdigt wurde, hatte fast schon einen Stammplatz in der Berichterstattung. Junge und unbekannte Künstler aus Ingolstadt und Umgebung hatten im SJ oftmals ihren ersten Auftritt. Auch Lyrik durfte nicht fehlen, wenngleich ein Gutteil davon aus der Feder der Zeitungsmacher selbst stammte. Später wurde der Zeitungsverlag noch um einen Buchverlag erweitert.
Die Redakteure des Schanzer Journal beschränkten sich nicht nur aufs Schreiben. Gegenöffentlichkeit verlangte nach ihrer Auffassung auch nach einer aktiven Teilnahme in der Politik und Bürgerinitiativen sowie „bürgerlichen Ungehorsam“. So initiierte das Schanzer Journal beispielsweise 1983 und 1987 auf lokaler Ebene den Protest gegen die Volkszählung. Es begleitete auch Entstehung und Entwicklung der Grünen als politische Größe in Ingolstadt.

## Als die Gegenöffentlichkeit ihr Sprachrohr verlor
Das Ende des Schanzer Journals kam für viele Ingolstädter überraschend und plötzlich. 

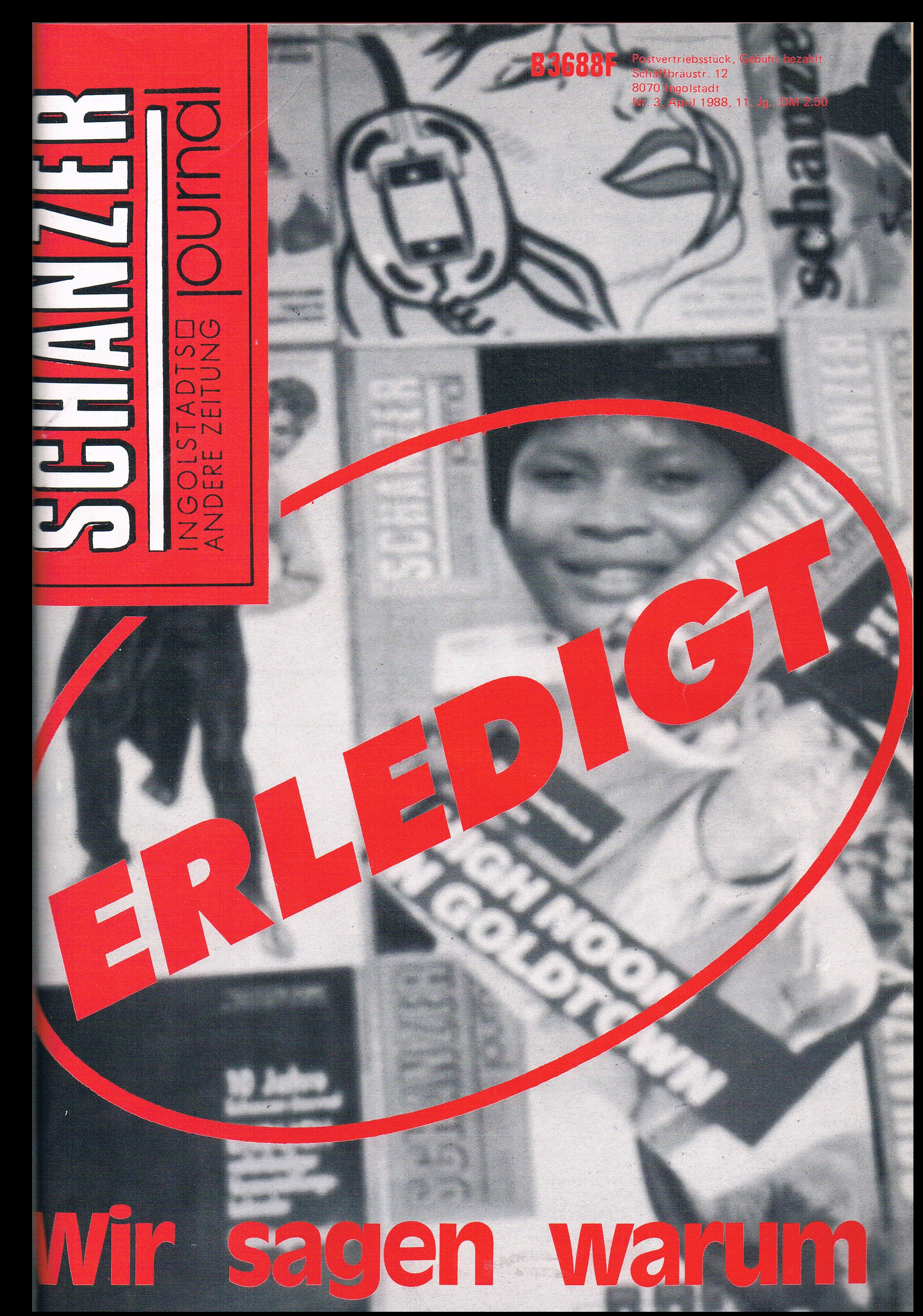
Titel der letzten Ausgabe des Schanzer Journals

Die Zeitung war fester Bestandteil der lokalen Zeitungslandschaft geworden. Sie lebte überwiegend von der Selbstausbeutung der Zeitungsmacher, von ihrem nahezu unentgeltlichen Engagement für einen anderen Journalismus. Die Einnahmen deckten in der Regel nur die Produktionskosten. Dieses Konzept, das zehn Jahre funktionierte, verlor unter den Protagonisten des Schanzer Journals an Akzeptanz: „Auf der Suche nach Werbekunden und einer breiteren Leserschicht, die allein den finanziellen Ruin abwenden konnten, entfernten wir uns immer mehr von unserem ehemals nur politischen Anspruch. […] Erstaunlicherweise finanzierte sich das SJ sogar selbst. Doch eine angemessene Bezahlung der Redaktion stand weiterhin in den Sternen.“. Eine ökonomische Basis, die den Zeitungsmachern ein Auskommen sichern würde, erschien unerreichbar. Das änderte sich auch nicht groß, als man der Redaktion noch eine Weinhandlung und einen Kopierladen anschloss.
Um eine tragfähige ökonomische Basis zu erreichen, veränderten viele der später so-genannten „Szeneblätter“ nicht nur ihre Erscheinung, sondern orientierten sich auch inhaltlich neu. Fortan wurde ein Journalismus gepflegt, bei dem Abonnenten und vor allem Inserenten nicht mehr das Gefühl bekamen, eine „radikale Organisation“ zu unterstützen. Im Ingolstadt der 1970er- und 1980er-Jahre stellte sich dieses Gefühl sehr schnell ein. Die Schanzer Journalisten wollten diesen Weg nicht einschlagen, wollten nicht dem Zeitgeist folgen, der sie um ihre journalistische Identität bringen würde. Es war und ist wichtig in Ingolstadt eine Gegenöffentlichkeit zu schaffen. Es rechnete sich nur nicht für die Zeitungsmacher. Sie dankten erhobenen Hauptes ab, auch wenn sie dadurch zum Großteil ihren politischen Anspruch und ihre journalistische Identität auch nicht mehr retten konnten. Und es gab auch keine Idealisten mehr, die ihre journalistische Nachfolge antreten wollten.

## Journalistische Professionalität jenseits des professionellen Journalismus
Das Schanzer Journal prägte in Ingolstadt einen Journalismus, der in seiner Art einzigartig war und nicht mehr erreicht wurde. Dem SJ gelang es, seinem Anspruch gerecht zu werden und eine Gegenöffentlichkeit herzustellen. Das politisch-journalistische Konzept der Zeitung war erfolgreich, sein betriebswirtschaftliches konnte nicht tragfähig sein. Beide standen in Konkurrenz zueinander, das eine war nicht unter Aufgabe des anderen zu erreichen, jedenfalls nicht in Ingolstadt. Die zehnjährige Geschichte des Schanzer Journals zeigt, dass es Themen gibt, die von den etablierten Medien nicht ausreichend gewürdigt werden, auf lokaler wie auf überregionaler Ebene. Das war und ist keine Neuigkeit. Beeindruckende Reportagen, publiziert von WikiLeaks beispielsweise, zeigen, dass zur umfassenden Information der Öffentlichkeit ein journalistisches Engagement gehört, das bei den etablierten Medien nicht ausreichend vorhanden ist. Diese Art des Journalismus nur macht es einer Zeitung oder überhaupt einem Medium schwer, als Werbeträger zu fungieren oder die Gefühlswelt einer Leserschicht zu bedienen, die breit genug wäre, um zu seiner Existenzsicherung beizutragen.

## Hinweis
„Schanzer“ ist ein althergebrachter Spitzname für die Bewohner Ingolstadts, der aus der Zeit stammte, als die Stadt vor allem für seine Festungsanlagen berühmt war.